# Додешти (Васлуј)
Додешти (рум. Dodești) насеље је у Румунији у округу Васлуј у општини Додешти. Oпштина се налази на надморској висини од 150 m.

## Становништво
Према подацима из 2002. године у насељу је живело 1562 становника, од којих су сви румунске националности.